# Kloster San Juan de Ortega
Das Kloster San Juan de Ortega ist ein als Pilgerstation am Jakobsweg bekannter und zur Gemeinde Barrios de Colina gehörender Weiler (pedanía) in der Autonomen Gemeinschaft Kastilien-León.

## Lage
Ort und Kloster liegen knapp 25 km (Fahrtstrecke) östlich der Provinzhauptstadt Burgos am westlichen Rand des bergigen Waldgebietes der Montes de Oca.

## Geschichte

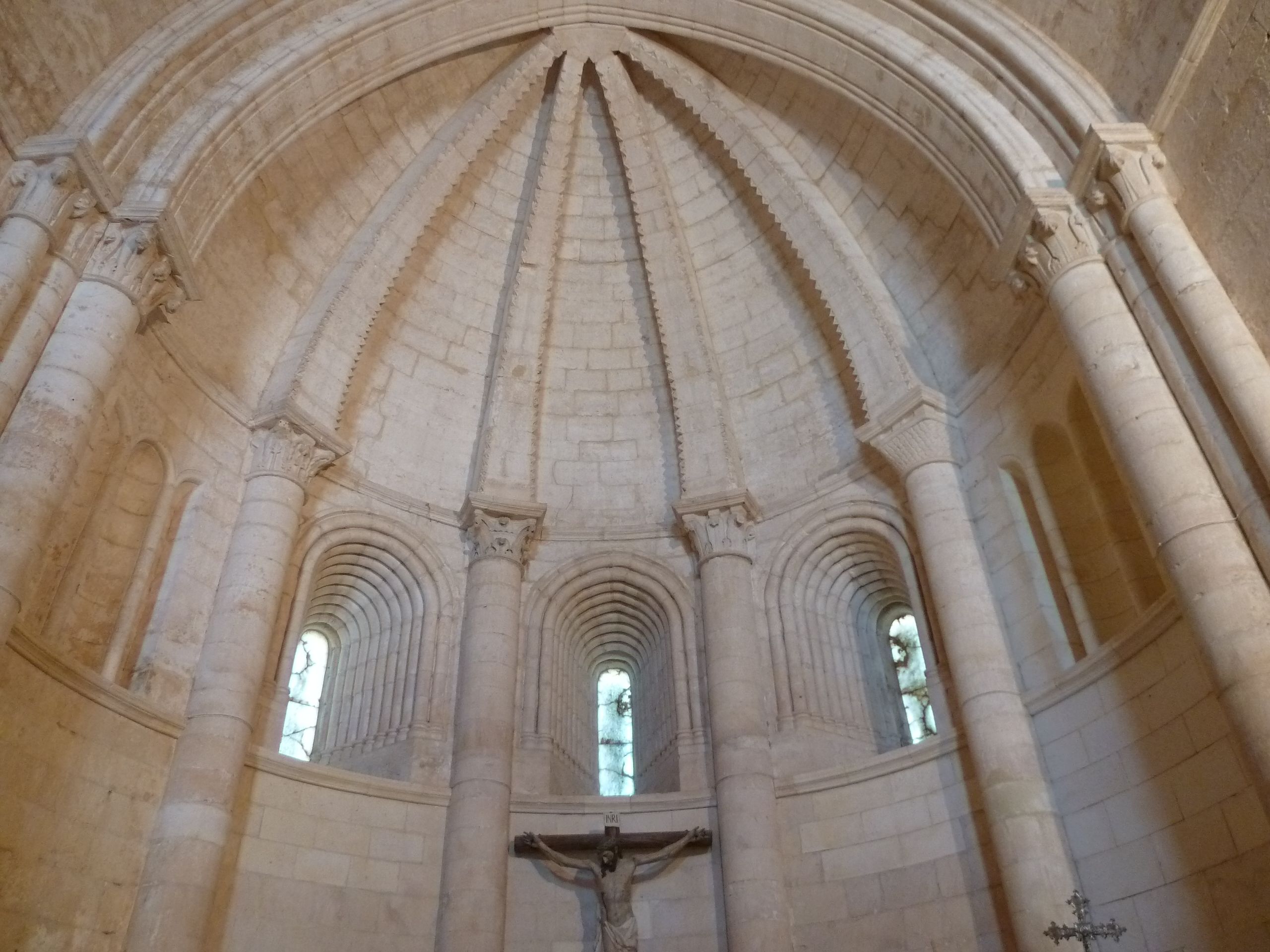
Apsis

Zunächst als Hospital und Kapelle im frühen 12. Jahrhundert als Gründung des Heiligen Johannes von Ortega errichtet, wird es erstmals schriftlich im Jahr 1138 in einem Dokument des Papstes Innozenz II. erwähnt, in dem dieser die Einsiedelei unter seinen persönlichen Schutz stellt. Die ursprünglich unwegsame und von wilden Tieren bewohnte und wegen Räuberbanden gefürchtete Gegend wurde auf Betreiben des Gründervaters für den damaligen Pilgerverkehr zugänglich gemacht. Auf die Augustiner folgten im 15. Jahrhundert Hieronymitenmönche. Das Kloster ist heute nicht mehr von Mönchen bewohnt; es bietet aber eine Pilgerherberge.

## Klosterkirche
Im Jahr 1150 begann der Bau der dreischiffigen Klosterkirche, deren Apsiden außen wie innen noch eindeutige romanische Züge tragen, wohingegen das Langhaus mit seinen angespitzten Gurtbögen und dem Kreuzrippengewölben bereits frühgotische Elemente präsentiert. Am Portal und am Glockengiebel (espadaña) werden bereits Renaissance-Elemente sichtbar. Das Innere der Mittelapsis zeigt seitlich gezackte Gewölberippen; nahezu einmalig ist die abgestufte Gestaltung des Gewändes der drei Mittelfenster.

## Kapitelle
Es gibt einige beachtenswerte Kapitelle in der Kirche, wie vor allem das mit dem dreiteiligen Weihnachtszyklus. Es zeigt die Verkündigung durch den Erzengel Gabriel, der vor der Jungfrau Maria kniet. Daneben ist Maria beim Besuch ihrer Cousine Elizabeth zu sehen. Ferner ist die Geburt Christi und die Verkündigung bei den Hirten auf dem Felde dargestellt. Zweimal im Jahr während der Tagundnachtgleiche, also auch neun Monate vor der Geburt zur Empfängnis am 21. März, wird dieses Kapitell kurz vor Sonnenuntergang von Sonnenstrahlen beleuchtet.

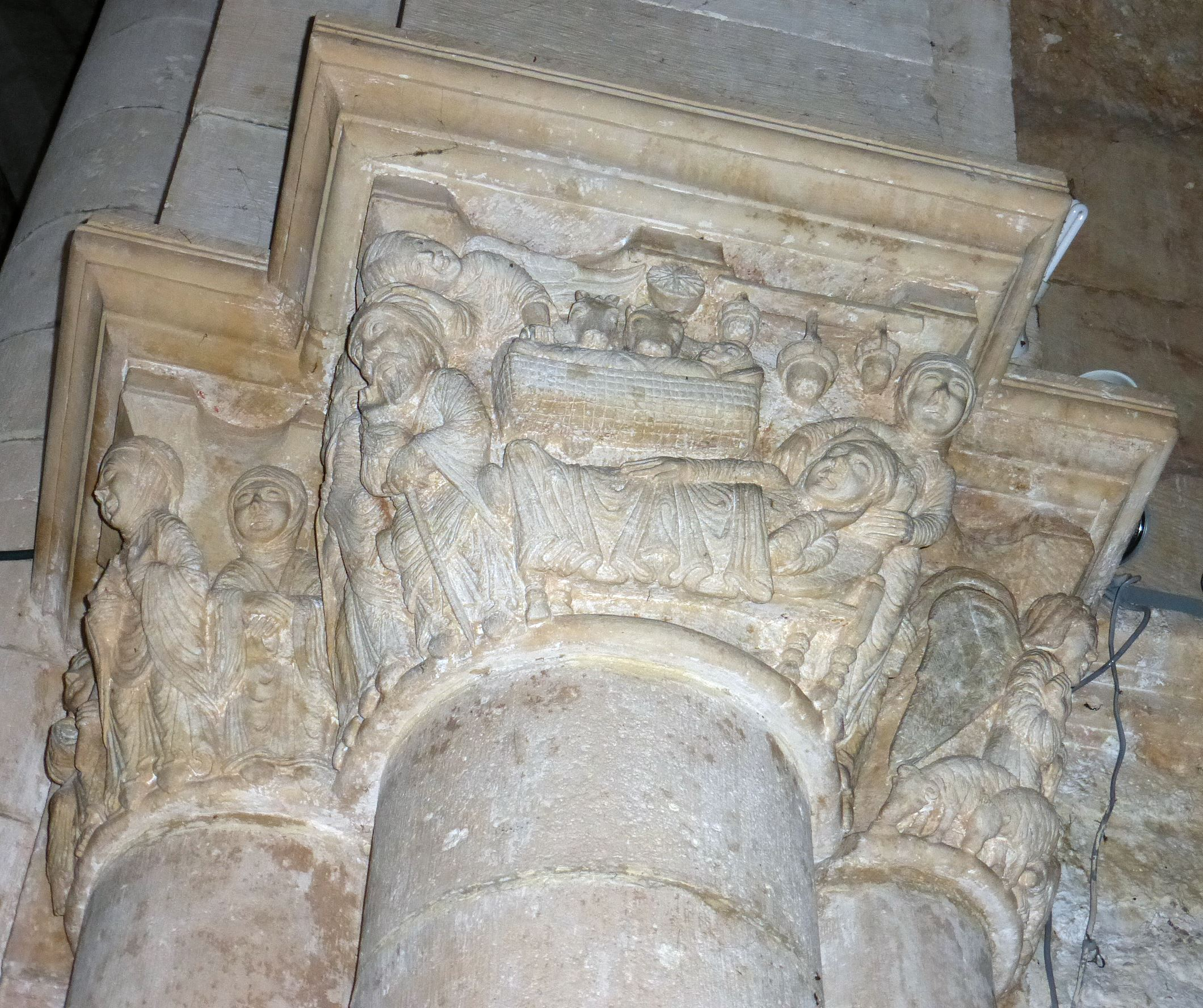
Weihnachtszyklus
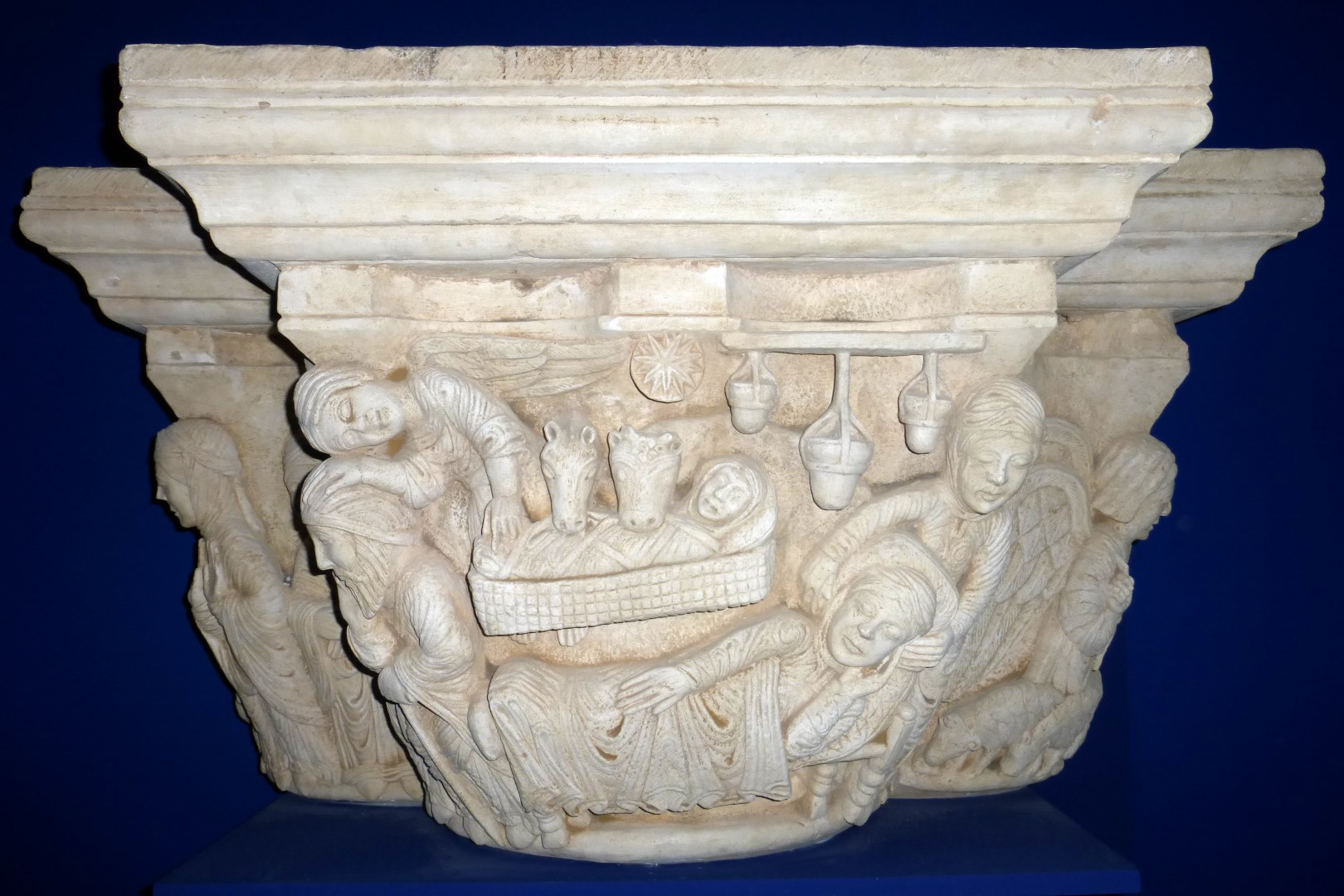
Replik des Kapitells mit dem Weihnachtszyklus im Ausstellungsraum des Klosters
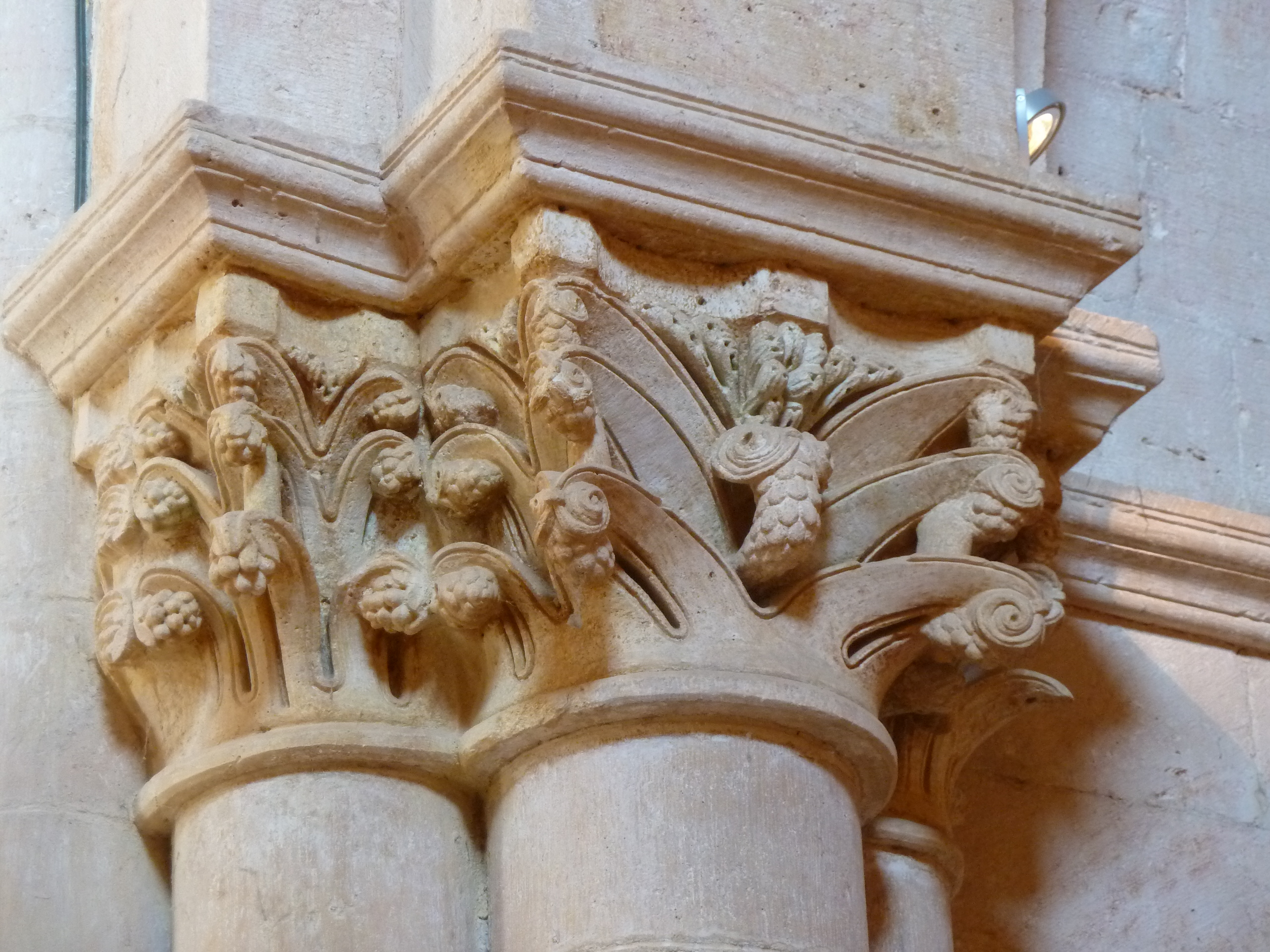
Dekor mit Pflanzenmotiven
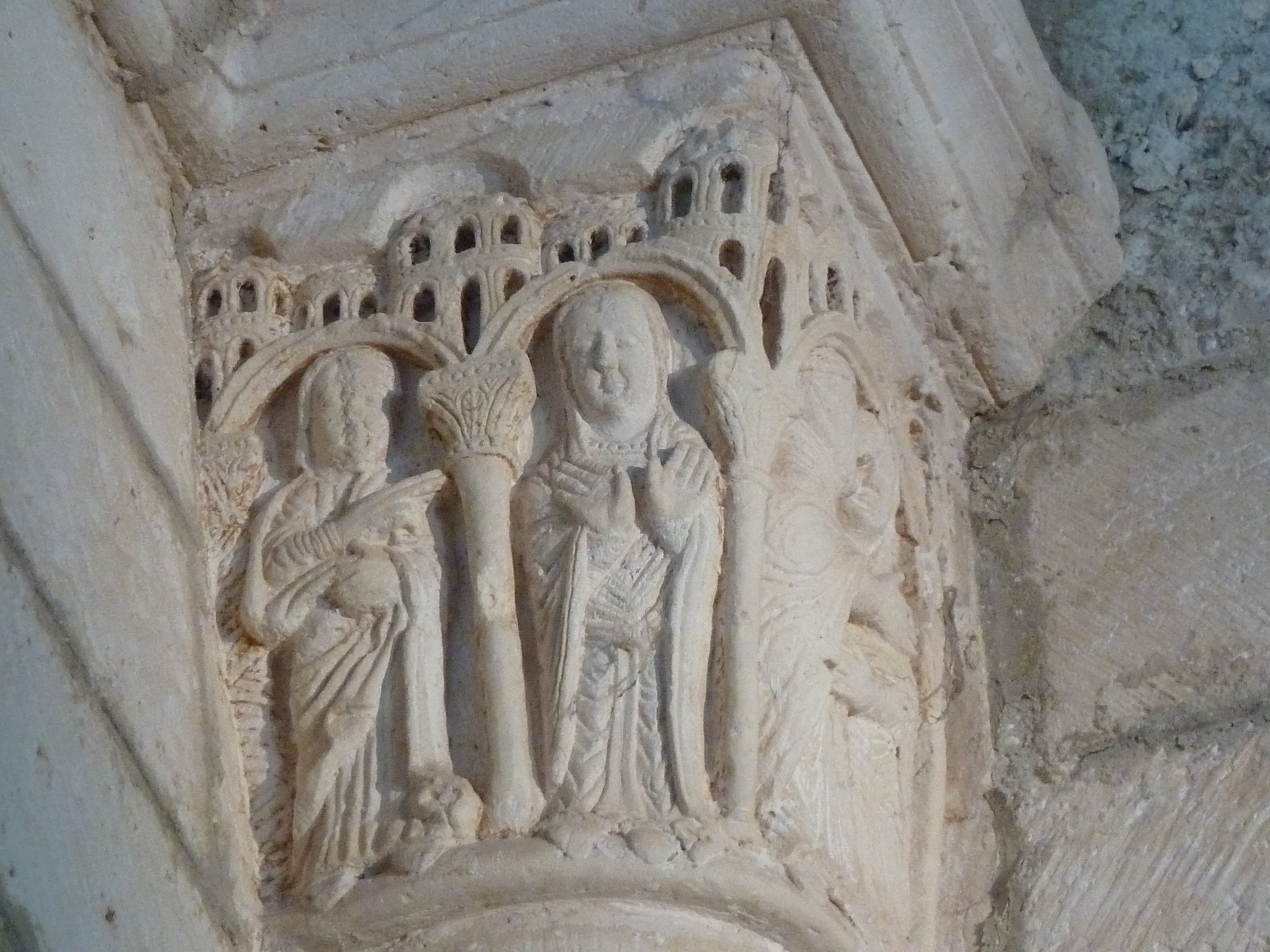
Verkündigung des Herrn
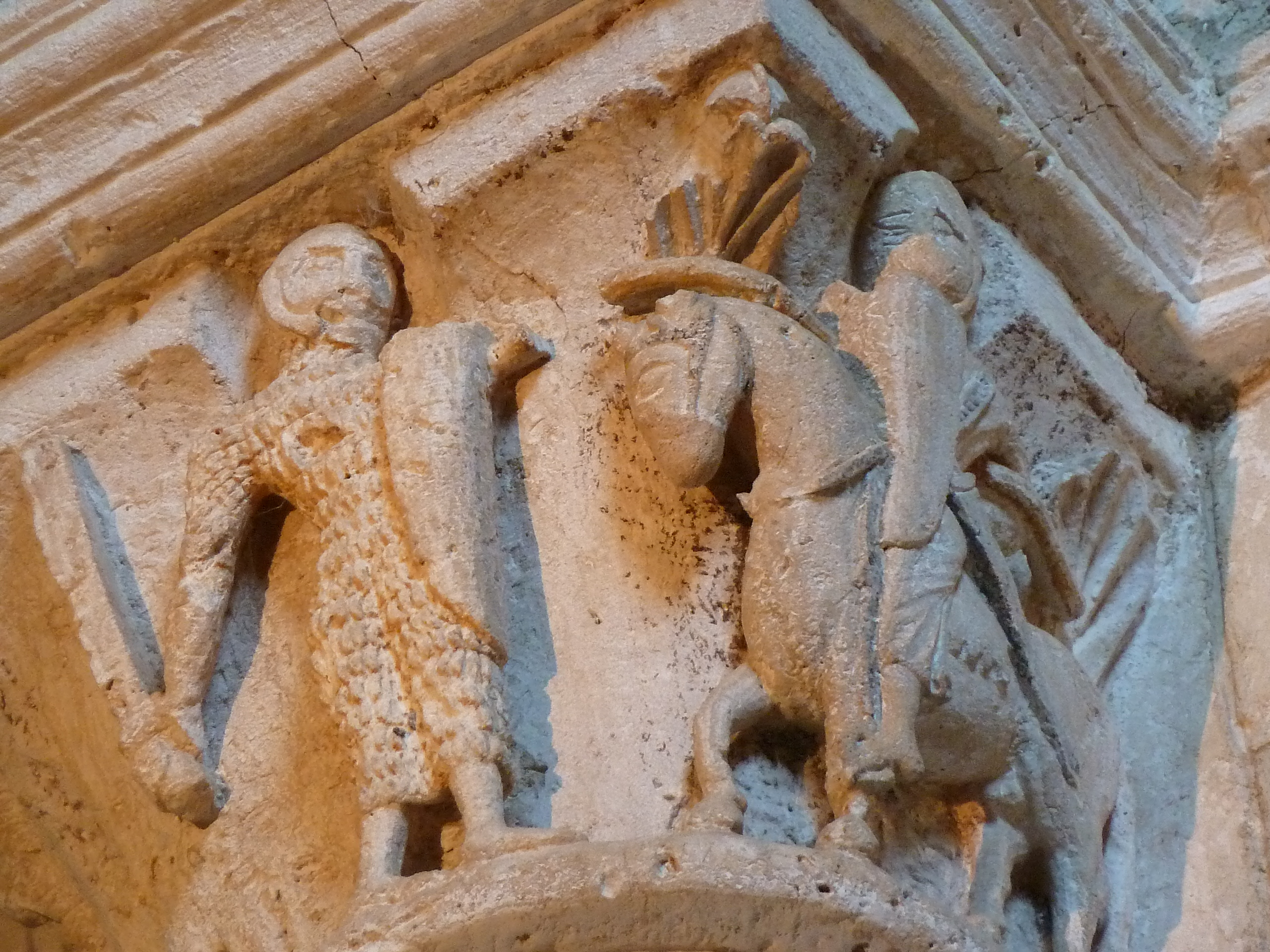
Kampf zwischen zwei Kriegern zu Fuß mit Schwert und Schild sowie zu Pferd mit Speer

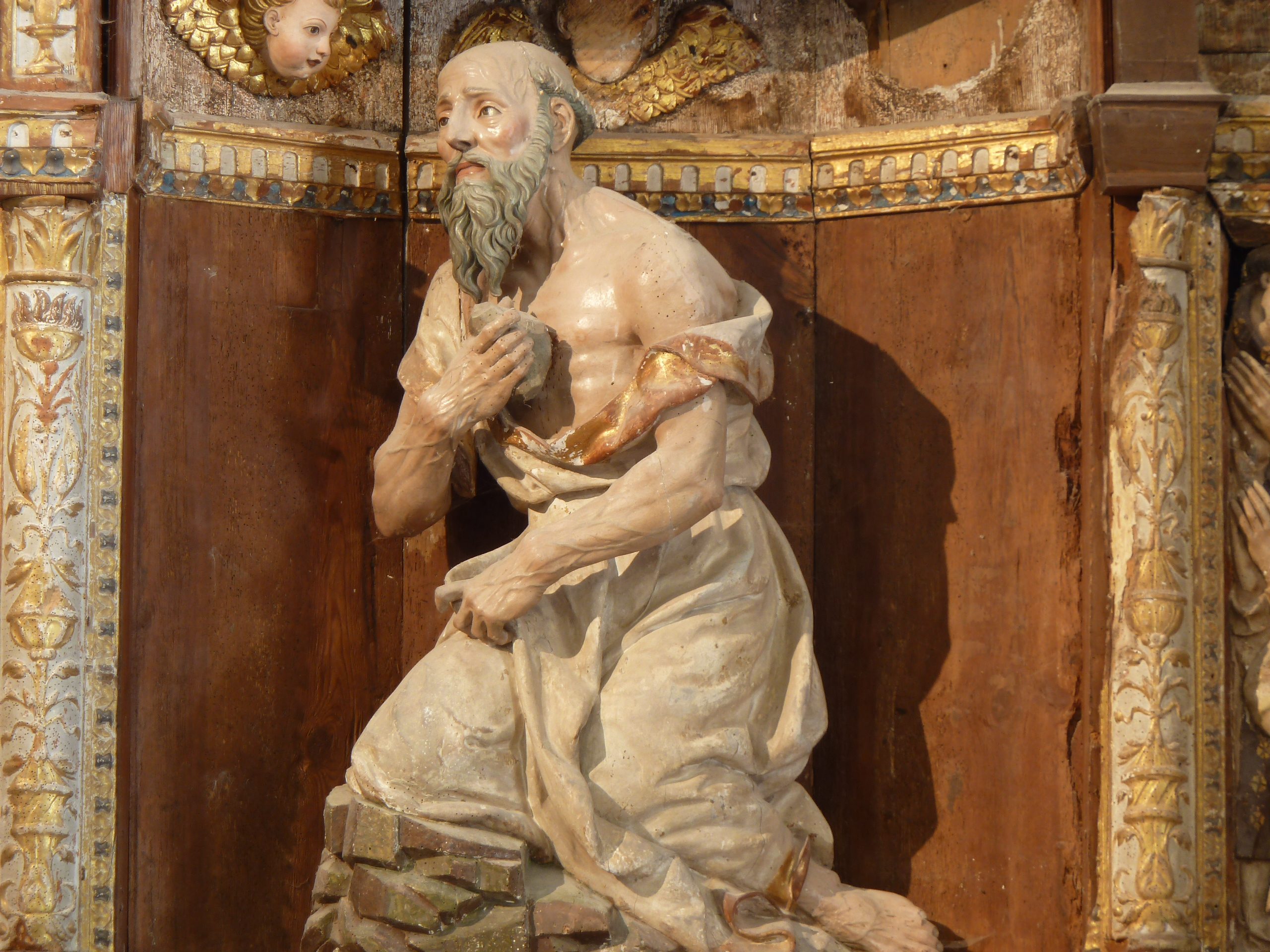
Büßender Hieronymus

## Ausstattung
- Zur Ausstattung der Kirche gehört der romanische Sarkophag des Klostergründers, dessen Vorderseite mit einer Darstellung des in einer von den Symbolen der vier Evangelisten getragenen Mandorla und auf einem Thron sitzenden Pantokrators inmitten der 12 Apostel geschmückt ist.
- Darüber hinaus ist das in einer Seitenkapelle stehende Altarretabel (retablo) mit dem Thema des Jüngsten Gerichts aus der Zeit der Renaissance erwähnenswert.
- In einer weiteren Seitenkapelle befindet sich ein dem hl. Hieronymus gewidmeter mehrfiguriger Renaissance-Altar, in dessen Zentrum sich eine qualitätvolle Figur des büßenden Eremiten und Kirchenvaters befindet.